# Hans Schwartz
Hans Schwartz (1 de março de 1913 - 31 de maio de 1991) foi um futebolista alemão que competiu na Copa do Mundo FIFA de 1934.